# Diplocoelus leai
Diplocoelus leai is een keversoort uit de familie houtskoolzwamkevers (Biphyllidae). De wetenschappelijke naam van de soort werd in 1894 gepubliceerd door Thomas Blackburn.